# 鼻瓢蜡蝉属
鼻瓢蜡蝉属（学名：Narinosus）是瓢蜡蝉科下的一个属。

## 下属物种
本属包括以下物种：
- 鼻瓢蜡蝉 Narinosus nativus Gnezdilov & Wilson, 2005